# M1 motorway (Irland)
Der M1 motorway (englisch für ‚Autobahn M1‘) verbindet die beiden größten Städte Irlands, die irische Hauptstadt Dublin und Belfast, die Hauptstadt Nordirlands. Die Autobahn ist 72 km lang; ihr letztes Teilstück von 16,3 km wurde am 27. Juni 2003 eröffnet.
Der Ausbau der alten N1 auf den Standard einer modernen Autobahn hat ca. 700 Millionen Euro gekostet. Die Europäische Union hat sich mit 270 Millionen Euro an den Baukosten beteiligt. Das Verkehrsaufkommen liegt bei bis zu 68.000 Fahrzeugen am Tag auf der Umgehung des Dubliner Flughafens.
Der Ausbau zur Autobahn war nicht nur nötig, um den Verkehrsfluss aufrechtzuerhalten. Es kam auf der N1 auch zu vielen Unfällen zwischen Kraftfahrzeugen, Fußgängern und Radfahrern, welche sich durch die Entzerrung der Verkehrssituation nun seltener ereignen. Auch die vielen Grundstückszufahrten an der N1 hatten die Unfallgefahr auf der viel befahrenen Strecke stark erhöht.